# United Football League de Filipinas 2016
La United Football League de Filipinas 2016 es la séptima temporada de la UFL desde su establecimiento como una liga semiprofesional en el año 2009. El nivel 2 (UFL 2) del fútbol de Filipinas, fue baneado para esta temporada, y todos los equipos competirán en una sola división.
La liga comenzó el 30 de abril, y finalizará a finales de septiembre del 2016, con un sistema a doble jornada.
Para la edición 2016 el número de jugadores extranjeros es reducido de 5 a 4. Al menos uno de los cuatro jugadores extranjeros debe ser de un equipo asiático. Esto es con la intención de seguir las líneas para los torneos de Copa de la AFC y Liga de Campeones de la AFC.

## Sede
Todos los partidos son jugados en el Rizal Memorial Stadium.

## Clubes
La liga está compuesta por 12 clubes.
| Club                  | Entrenador            | Captain                 | Marca          | Patrocinador                 |
| --------------------- | --------------------- | ----------------------- | -------------- | ---------------------------- |
| Agila                 | Richard Leyble        | Shinji Shozu            | LGR Sportswear |                              |
| Ceres                 | Ali Go                | Juan Luis Guirado       | Puma           | Ceres Liner                  |
| Forza                 | Arvin Jay Soliman     | Stephen Burda           | LGR Sportswear | Orient Freight International |
| Global                | Leigh Manson          | Misagh Bahadoran        | LGR Sportswear |                              |
| Green Archers United  | Rodolfo Alicante      | Tating Pasilan          | LGR Sportswear | Globe Telecom                |
| JP Voltes             | Yu Hoshide            | Masaki Yanagawa         | LGR Sportswear | JK Mart                      |
| Kaya                  | Chris Greatwich       | Alexander Borromeo      | LGR Sportswear | LBC Express                  |
| Laos                  | Jovanie Villagracia   | Badreldin Elhabib       | LGR Sportswear |                              |
| Loyola Meralco Sparks | Simon McMenemy        | James Younghusband      | Under Armour   | Meralco                      |
| Manila Nomads         | Ronaldo Luis Bernardo | Ubiam Ugochukwu Okoro   | LGR Sportswear | True Blue Tools              |
| Pasargad              | Michael Agbayani      | Jean Claude Delos Reyes | LGR Sportswear |                              |
| Stallion              | Ernest Nierras        | Ruben Doctora           | Vizari         | Giligan's Restaurant         |

## Tabla de posiciones
| Pos | Equipo        | PJ | PG | PE | PP | GF  | GC  | Dif | Pts |
| --- | ------------- | -- | -- | -- | -- | --- | --- | --- | --- |
| 01. | Global FC     | 19 | 15 | 2  | 2  | 80  | 15  | +65 | 47  |
| 04. | Ceres FC      | 19 | 13 | 2  | 4  | 109 | 18  | +91 | 41  |
| 03. | Loyola        | 19 | 13 | 2  | 4  | 83  | 23  | +60 | 41  |
| 02. | JP Voltes     | 19 | 13 | 2  | 4  | 51  | 16  | +35 | 41  |
| 05. | Kaya FC       | 19 | 12 | 1  | 6  | 78  | 25  | +53 | 37  |
| 06. | Stallion FC   | 19 | 8  | 7  | 4  | 43  | 28  | +15 | 31  |
| 07. | Green Archers | 19 | 6  | 3  | 10 | 29  | 48  | -19 | 21  |
| 08. | Forza FC      | 19 | 4  | 2  | 13 | 20  | 82  | -62 | 14  |
| 09. | Manila Nomads | 11 | 3  | 0  | 8  | 20  | 65  | -45 | 9   |
| 10. | Laos FC       | 19 | 2  | 1  | 16 | 22  | 111 | -89 | 7   |
| 11. | Agila FC      | 11 | 1  | 1  | 9  | 06  | 56  | -50 | 4   |
| 12. | Pasargad FC   | 11 | 0  | 1  | 10 | 04  | 58  | -54 | 1   |

Pts = Puntos; PJ = Partidos jugados; G = Partidos ganados; E = Partidos empatados; P = Partidos perdidos; GF = Goles anotados; GC = Goles recibidos; Dif = Diferencia de goles

(C) = Campeón.

Fuente:
1. ↑  Ganador de la Copa de Filipinas 2016.
2. ↑  No participó en la segunda vuelta.
3. ↑  No participó en la segunda vuelta.
4. ↑  No participó en la segunda vuelta.

|  | Copa de la AFC 2017 (Fase de grupos) |
|  | Copa de la AFC 2017 (Fase de grupos) |

## Estadísticas

### Goleadores
| Rank | Name               | Team                  | Goals |
| ---- | ------------------ | --------------------- | ----- |
| 1    | Adrián Gallardo    | Ceres                 | 30    |
| 2    | Phil Younghusband  | Loyola Meralco Sparks | 21    |
| 3    | Stephan Schröck    | Ceres                 | 18    |
| 3    | Robert López Mendy | Kaya                  | 18    |
| 5    | Hikaru Minegishi   | Global                | 17    |

### Hat-tricks
| Jugador             | Para                  | Contra                | Resultado | Fecha                    |
| ------------------- | --------------------- | --------------------- | --------- | ------------------------ |
| Jay Baguioro        | JP Voltes             | Pasargad              | 0–6       | 30 de abril de 2016      |
| James Younghusband  | Loyola Meralco Sparks | Stallion              | 3–1       | 8 de mayo de 2016        |
| Nate Burkey         | Ceres                 | Manila Nomads         | 6–0       | 14 de mayo de 2016       |
| Jay Baguioro        | JP Voltes             | Forza                 | 7–1       | 15 de mayo de 2016       |
| Takumi Uesato       | JP Voltes             | Forza                 | 7–1       | 15 de mayo de 2016       |
| Robert Lopez Mendy4 | Kaya                  | Forza                 | 10–2      | 18 de mayo de 2016       |
| Patrick Reichelt    | Ceres                 | Agila                 | 10–1      | 18 de mayo de 2016       |
| Bienve              | Ceres                 | Agila                 | 10–1      | 18 de mayo de 2016       |
| Kenshiro Daniels4   | Kaya                  | Manila Nomads         | 16–1      | 9 de junio de 2016       |
| OJ Porteria4        | Kaya                  | Manila Nomads         | 16–1      | 9 de junio de 2016       |
| Joshua Beloya4      | Stallion              | Laos                  | 8–0       | 9 de junio de 2016       |
| Adrián Gallardo8    | Ceres                 | Pasargad              | 0–16      | 11 de junio de 2016      |
| Stephan Schröck     | Ceres                 | Pasargad              | 0–16      | 11 de junio de 2016      |
| Phil Younghusband   | Loyola Meralco Sparks | Agila                 | 0–11      | 15 de junio de 2016      |
| Akira Miyayama      | Loyola Meralco Sparks | Agila                 | 0–11      | 15 de junio de 2016      |
| Adrián Gallardo     | Ceres                 | Forza                 | 0–10      | 15 de junio de 2016      |
| Patrik Franksson4   | Laos                  | Pasargad              | 1– 6      | 19 de junio de 2016      |
| Robert Lopez Mendy  | Kaya                  | Pasargad              | 0– 6      | 25 de junio de 2016      |
| Stephan Schröck     | Ceres                 | Stallion              | 1– 4      | 25 de junio de 2016      |
| Phil Younghusband5  | Loyola Meralco Sparks | Laos                  | 2– 13     | 26 de junio de 2016      |
| Curt Dizon          | Loyola Meralco Sparks | Manila Nomads         | 9–2       | 3 de julio de 2016       |
| Álvaro Castiella    | Loyola Meralco Sparks | Manila Nomads         | 9–2       | 3 de julio de 2016       |
| Carlos Ortiz 4      | Global                | Agila                 | 8–0       | 5 de julio de 2016       |
| Phil Younghusband   | Loyola Meralco Sparks | Pasargad              | 0– 9      | 7 de julio de 2016       |
| Adrián Gallardo6    | Ceres                 | Laos                  | 0– 11     | 7 de julio de 2016       |
| Patrik Franksson5   | Laos                  | Manila Nomads         | 8–3       | 10 de julio de 2016      |
| Stephen Appiah      | Manila Nomads         | Laos                  | 8–3       | 10 de julio de 2016      |
| Misagh Bahadoran5   | Global                | Manila Nomads         | 0–12      | 14 de julio de 2016      |
| Phil Younghusband   | Loyola Meralco Sparks | Forza                 | 1– 5      | 7 de agosto de 2016      |
| Omid Nazari         | Global                | Forza                 | 12–0      | 10 de agosto de 2016     |
| Misagh Bahadoran4   | Global                | Forza                 | 12–0      | 10 de agosto de 2016     |
| Hikaru Minegishi    | Global                | Forza                 | 12–0      | 10 de agosto de 2016     |
| Jorrel Aristorenas  | Loyola Meralco Sparks | Laos                  | 11–1      | 17 de agosto de 2016     |
| Louis Clark         | Kaya                  | Laos                  | 8–0       | 24 de septiembre de 2016 |
| Stephan Schröck     | Ceres                 | Loyola Meralco Sparks | 4–1       | 24 de septiembre de 2016 |
| Stephan Schröck     | Ceres                 | Laos                  | 8–0       | 28 de septiembre de 2016 |
| Hikaru Minegishi    | Global                | Laos                  | 0–7       | 2 de octubre de 2016     |
| Matthew Hartmann    | Global                | Laos                  | 0–7       | 2 de octubre de 2016     |

4 Jugador marcó 4 goles
 5 Jugador marcó 5 goles

6 Jugador marcó 6 goles
8 Jugador marcó 8 goles